# Miguel Carlos José de Noronha e Abranches
Miguel Carlos José kardinal de Noronha e Abranches, portugalski rimskokatoliški duhovnik, škof in kardinal, * 6. november 1744, Lizbona, † 6. september 1803.

## Življenjepis
16. maja 1803 je bil povzdignjen v kardinala.